# Corleto Perticara
Corleto Perticara is een gemeente in de Italiaanse provincie Potenza (regio Basilicata) en telt 2890 inwoners (31-12-2004). De oppervlakte bedraagt 89,0 km², de bevolkingsdichtheid is 34 inwoners per km².

## Demografie
Corleto Perticara telt ongeveer 1257 huishoudens. Het aantal inwoners daalde in de periode 1991-2001 met 9,8% volgens cijfers uit de tienjaarlijkse volkstellingen van ISTAT.
| Jaar | Inwoneraantal |
| ---- | ------------- |
| 1991 | 3345          |
| 2001 | 3018          |

## Geografie
Corleto Perticara grenst aan de volgende gemeenten: Armento, Gorgoglione (MT), Guardia Perticara, Laurenzana, Montemurro, Pietrapertosa, Viggiano.